# Софена

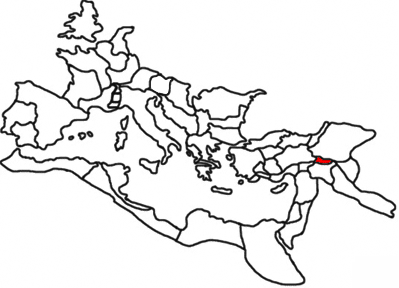
Римська провінція Софена бл. 120 року.

38°40′37″ пн. ш. 39°10′19″ сх. д. / 38.676878° пн. ш. 39.171912° сх. д.
Софена (вірм. Ծոփք, грец. Σοφηνή) — провінція Римської імперії на сході Малої Азії, у верхів'ях річок Євфрат і Тигр, південно-західній частині Вірменського нагір'я (нині на території Туреччини) на північний схід від Коммагени. 

## Історія
У III ст. до н. е. тут виникло давньовірменське царство, що підкорялося Селевкідам, з 189 до н. е. незалежна держава під назвою Софена з своїми царями, які проте часто не були незалежними.
На деякий час підкорила Коммагену. Близько 240 року до н. е. цар Аршам I побудував нову столицю Аршамашат (нині Шімшат, Туреччина), перенесши сюди з Каркатіокерти, а у Коммагені звів два міста під назвою Арсамея. Надавав підтримку братові Селевка II Антіоху Гієракс, який зрештою зазнав поразки.
Антіох III з династії Селевкідів розпочав свій східний похід з облоги столиці Софени — Аршамашата. Однак софенський цар Ксеркс не тільки зумів домогтися миру (ціною сплати частини затриманої данини), а й отримав у дружини сестру Антіоха Антіохіду . Все це не завадило Антіоху III у 212 році усунути Ксеркса за посередництва Антіохіди і перетворити Софену в селевкідську провінцію.
У 192 до н. е. Антіох III, перейшовши Дарданели, вторгся до Греції, де зіткнувся з римлянами. У 190 до н. е в битві при Магнесії римляни завдали йому нищівної поразки. Скориставшись цим, Зарех проголосив себе незалежним царем, встановивши союз з Римом. За повідомленнями Страбона, одночасно з Зарехом проголосили свою незалежність і інші вірменські царі: Арташес у Великій Вірменії та Єрвандіди в Малій Вірменії та Коммагені.
У 94 до н. е. Софена була приєднана Тиграном II до Великої Вірменії. При Аршакідах, Софена входила до царського володіння, тут у замку Бнабел зберігалися скарби царів. Після розділу Вірменії за договором 387 року між Римською імперією і Персією, Софена відійшла до Римської імперії і згодом Візантії — як Третя і Четверта Вірменія (530 рік).

## Царі Софени
- Самес (260—240 до н. е.)
- Аршам (240—228 до н. е.)
- Ксеркс (228—212 до н. е.)
- Абдісар (212—200 до н. е.)
- Зарех (200—188 до н. е)
- Мітробарзан (188—150 до н. е.)
- Артан (150—110 до н. е.)
- Єрванд (110-95 до н. е.)